# Tumorangiogenese
Tumorangiogenese beschreibt den Prozess der Gefäßneubildung, mit dem Tumoren ihre Versorgung mit Sauerstoff und Nährstoffen sicherstellen. Wie gesundes Gewebe benötigen auch Tumoren Sauerstoff und Nährstoffe zum Wachstum. Diese werden über Blutgefäße bereitgestellt. Am Anfang (bis zu einem Durchmesser von maximal ein paar Millimetern) erfolgt die Sauerstoff- und Nährstoffversorgung durch Diffusion. Da Diffusion über größere Distanzen sehr ineffizient ist, benötigt der Tumor eine Blutgefäßversorgung für sein weiteres Wachstum. In einem Prozess, der als "Angiogenic Switch" bezeichnet wird, fängt der Tumor an, Wachstumsfaktoren für Blutgefäße zu produzieren (hauptsächlich VEGF-A), auf die die angrenzenden Blutgefäße mit Wachstum in die Richtung des Tumors und in den Tumor hinein reagieren.

## Geschichte
Tumorangiogense wurde zum ersten Mal explizit 1939 beschrieben. Das Konzept, dass man die Abhängigkeit des Tumorwachstums zur Therapie benutzen könnte, wurde zum ersten Mal 1971 von Judah Folkman formuliert. Es dauerte allerdings über 30 Jahre, bis ein erstes Krebsmedikament (Bevacizumab, entwickelt von Genentech unter der Leitung von Napoleone Ferrara) zur Behandlung von Patienten verfügbar wurde, dessen Wirkmechanismus auf Antiangiogenese beruht.